# Coptopteryx inermis
Coptopteryx inermis es una especie de mantis de la familia Coptopterygidae.

## Distribución geográfica
Se encuentra en Argentina y Paraguay.